# Dan Gronkowski
Daniel Thomas „Dan“ Gronkowski (* 21. Januar 1985 in Amherst, New York) ist ein ehemaliger US-amerikanischer American-Football-Spieler auf der Position des Tight Ends.

## Karriere
Er spielte College Football für die University of Maryland. 2009  wurde er im NFL Draft von den Detroit Lions in der siebten Runde gedraftet.
Er spielte in der National Football League (NFL) für die Detroit Lions, die Denver Broncos und die New England Patriots, bevor er 2013 seine Laufbahn bei den Cleveland Browns beendete.

## Persönliches
Er ist der Bruder von Chris Gronkowski, Rob Gronkowski, mit dem er 2011 zusammen bei den New England Patriots spielte, und Glenn Gronkowski, die ebenfalls NFL-Spieler sind. Gronkowskis Urahn ist der US-amerikanische Radsportler und Olympiateilnehmer Ignatius Gronkowski.